# Juaba
Juaba é uma vila localizada no município de Cametá, estado do Pará, localiza-se a uma latitude 02º14'40" sul e a uma longitude 49º29'45" oeste, estando a uma altitude de 10 metros. Sua população estimada em 2017 era de 13.100 habitantes. Possui uma área de 1 081,367 quilômetros quadrados.

## Etimologia
A palavra "Juaba" se originou em decorrência da grande presença na região de um planta chamada juá. Na região é comum que a grande presença de uma planta seja chamada pelo nome desta acompanhada pelo sufixo "al". Assim, nos primórdios, a região era conhecida como Juabal, mas com o decorrer do tempo e de interferências linguística próprias da região cametaense, acabou sendo grafada, apenas como, Juaba.[carece de fontes?]